# Turburea
Turburea es una comuna ubicada en el distrito de Gorj, Rumania.

## Superficie
Cuenta con una superficie de 67,54 kilómetros cuadrados.

## Demografía
Hasta 2021 la población era de 3916 habitantes, con una densidad de población de 57,98 habitantes por kilómetro cuadrado.